# Théâtre Syrena
Le théâtre Syrena est un théâtre de Varsovie.
Le théâtre Syrena fut fondé en 1945 dans la ville de Łódź au lendemain de la Seconde Guerre mondiale.
En 1947, le siège du théâtre Syrena déménagea à Varsovie, et les spectacles furent également transférés dans la capitale polonaise.
En 1950, le théâtre fut nationalisé par le régime communiste polonais.
Un grand nombre de musiciens polonais jouèrent dans la salle du théâtre Syrena, notamment  Mieczyslaw Fogg, Marek Grechuta, Irena Santor, Violetta Villas.

## Directeurs du théâtre Syrena
- Jerzy Jurandot - 1945-1950
- Kazimierz Rudzki - 1950-1953
- Janusz Warnecki - 1954-1955
- Jerzy Jurandot - 1955-1957
- Czeslaw Szpakowicz - 1957
- Kazimierz Krukowski - 1957-1962
- Józef Slotwiński - 1962
- Zdzislaw Gozdawa et Waclaw Stepień - 1962-1978
- Witold Filler - 1978-1990
- Zbigniew Korpolewski - 1991-1997
- Barbara Borys-Damiecka - 1997-2008
- Wojciech Malajkat - 2009